# Pilostyles hamiltonii
Pilostyles hamiltonii är en tvåhjärtbladig växtart som beskrevs av Charles Austin Gardner. Pilostyles hamiltonii ingår i släktet Pilostyles och familjen Apodanthaceae. Inga underarter finns listade i Catalogue of Life.